# Armillaria tigrensis
Armillaria tigrensis là một loài nấm trong họ Physalacriaceae. Loài này phân bố ở Nam Mỹ.